# 特哈達港
特哈達港（Puerto Tejada）是哥倫比亞的城鎮，位於該國西南部，由考卡省負責管轄，距離首府波帕揚17公里，始建於1897年9月17日，面積101平方公里，海拔高度849米，2005年人口44,220。